# Neurolyga vasilii
Neurolyga vasilii är en tvåvingeart som beskrevs av Fedotova 2004. Neurolyga vasilii ingår i släktet Neurolyga och familjen gallmyggor. Inga underarter finns listade i Catalogue of Life.